# Campagnano di Roma
Campagnano di Roma är en ort och kommun i storstadsregionen Rom, innan 2015 provinsen Rom, i regionen Lazio i Italien. Kommunen hade 11 533 invånare (2018).